# کنترل چندمتغیره
کنترل چندمتغیره شاخه‌ای از مهندسی کنترل می‌باشد که بررسی و کنترل سیستم‌هایی می‌پردازد که بیش از یک متغیر ورودی و خروجی دارند. روش‌های به کار رفته برای تحلیل و کنترل این سیستم‌ها تعمیمی از روش‌های موجود در کنترل خطی و کنترل مدرن می‌باشد.
به‌طور کلی می‌توان کنترل سیستم‌های چند متغیره را به دو گروه کنترل متمرکز و کنترل غیر متمرکز تقسیم‌بندی کرد. در روش کنترل متمرکز که اکثراً بر پایه استفاده از روش‌های فضای حالت می‌باشد یک کنترل‌کننده مرکزی تمام متغیرهای سیستم را کنترل کرده و به همین دلیل از پیچیدگی زیادی برخوردار می‌باشد. در روش کنترل غیرمتمرکز از چندین کنترل‌کننده مجزا برای کنترل متغیرهای سیستم استفاده می‌شود.